# Verdwijning van Jopie de Nigtere
De verdwijning van Jopie de Nigtere betreft de verdwijning van een 18-jarig Amsterdams meisje in 1939, die destijds grote opschudding veroorzaakte en jarenlang de gemoederen sterk bezighield. De zaak is, ondanks uitgebreid onderzoek, altijd onopgelost gebleven. 

## Verdwijning

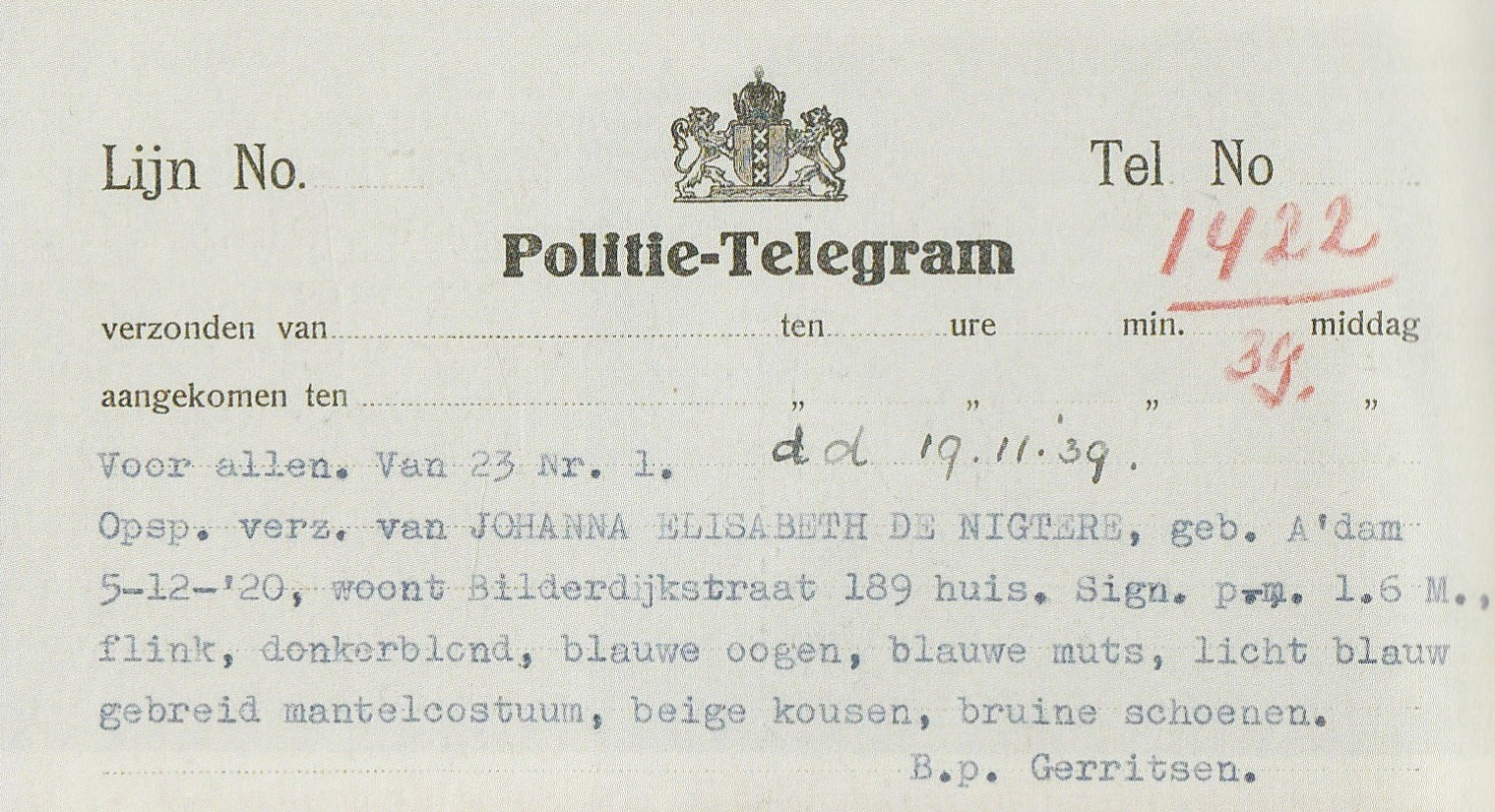
Politietelegram met het signalement van Jopie de Nigtere (19 november 1939)

Johanna Elisabeth "Jopie" de Nigtere, geboren te Amsterdam op 5 december 1920, had als verkoopster gewerkt bij warenhuis De Bijenkorf op de afdeling fournituren. Na enkele maanden wegens ziekte thuis gezeten te hebben, besloot ze in de herfst van 1939 een kantoorbaan te zoeken. Hiertoe had zij zich ingeschreven bij de Gemeente-Arbeidsbeurs, het arbeidsbemiddelingsbureau van de gemeente Amsterdam, als 'werkzoekende vrouwelijke kantoorkracht'. Op zaterdagochtend 18 november 1939 kreeg Jopie een oproep van de arbeidsbeurs in de brievenbus, een zogenaamde groene kaart. Daarin stond dat ze 's middags om half vijf verwacht werd voor een sollicitatiegesprek bij Confectieatelier De Vries op Singel 23, alwaar om een kantoormeisje werd gevraagd. Dat tijdstip, zaterdagmiddag laat, was trouwens nogal ongebruikelijk. De baan zou 30 gulden per maand opleveren, voor die tijd goed betaald.
Nadat Jopie die zaterdag met haar moeder Jet en haar tante Stien in de binnenstad had gewinkeld, nam ze om vier uur afscheid op de hoek van het Spui en de Kalverstraat.  Ze had het adres eerder gezocht, maar toen niet gevonden; haar moeder had gezegd verder door te lopen tot aan "de ronde kerk" (Ronde Lutherse Kerk). De wandeling zou maximaal zo'n 20 minuten zijn. Volgens Jopie zou het gesprek niet langer dan een kwartier duren. De laatste woorden die Jopies moeder van haar hoorde waren: "Tot straks hoor!". 
Ze hadden afgesproken bij de H.E.M.A., maar Jopie de Nigtere kwam niet opdagen. Moeder en tante dachten dat de sollicitatie uitgelopen was, maar belden toch naar huis, waar Jopie niet bleek te zijn. Nu leek er een misverstand te zijn gerezen; was de afspraak bij de H.E.M.A. op de hoek Kalverstraat/Spui, waar ze afscheid hadden genomen, of bij de H.E.M.A. op de Nieuwendijk bij bioscoop Cineac op het Damrak, dat het dichtst bij Singel 23 was? Jopie was in elk geval niet goed bekend in dit gedeelte van de stad. 
Jopie kwam niet thuis voor het eten. In de loop van de avond ging haar vader naar het politiebureau Raampoort om aangifte van vermissing te doen. Men stuurde hem naar huis met de boodschap nog maar een paar uur af te wachten. Achteraf bleek wel een signalement over de politieradio te zijn verspreid. Om half een 's nachts meldde de ongeruste vader zich weer en toen pas werd de melding doorgegeven aan de Kinderpolitie, waar vermissingen van minderjarigen onder vielen. Deze was echter op zondag gesloten.
Maandagochtend begreep de commissaris van de Kinderpolitie direct dat hier kwade opzet in het spel was en werd de zaak teruggegeven aan het districtspolitiebureau. Nadat er inmiddels anderhalve dag was verstreken, werd er een grootscheeps onderzoek gestart. Diezelfde maandagnacht al werden tientallen hotels en logementen bezocht. Later breidde het onderzoek zich uit naar alle hotels en logementen in Nederland. Het onderzoek richtte zich daarnaast op het bewuste adres.

## Onderzoek

### Het confectieatelier

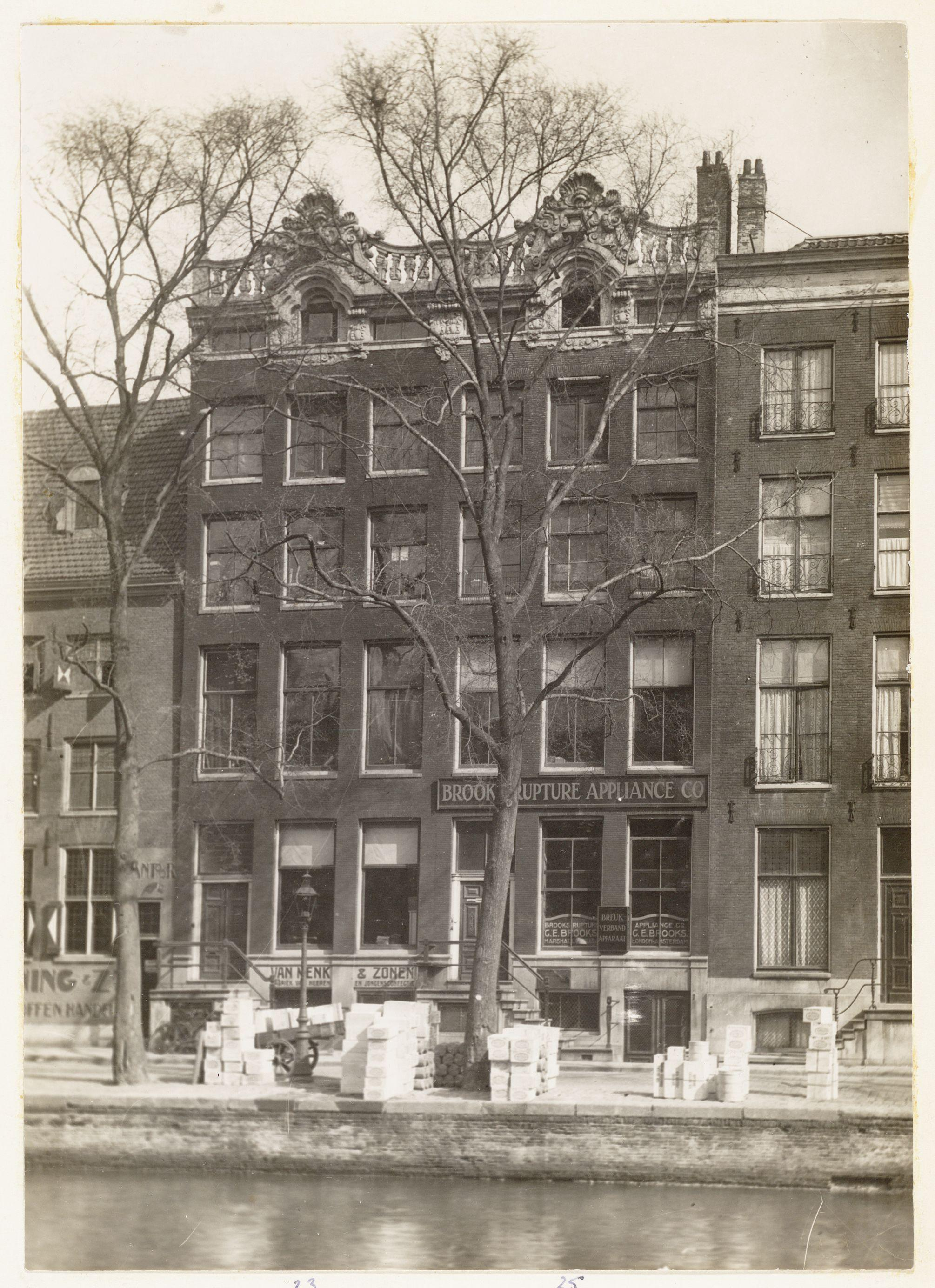
Singel 23 is het linkerpand (foto uit 1920). Op dat moment was er nog confectieatelier Van Menk & Zonen gevestigd.

Het politieonderzoek bracht een aantal vreemde zaken aan het licht. Om te beginnen bevond zich op het adres geen confectieatelier. Onder de naam Van Menk & Zoon had er inderdaad een confectieatelier gezeten, maar dat was sinds 1931 vertrokken. Daarna vestigde er zich Heiman (zich noemende Herman) Peper onder de naam Confectiefabriek "Dema"; het bedrijf trotseerde een brand, maar werd op 9 april 1936 failliet verklaard.
Er waren nog twee andere meisjes, Didi en Katrien, door de Arbeidsbeurs op de vacature afgestuurd. Opmerkelijk was dat de drie sollicitantes, hoewel ze alle drie voor half vijf waren opgeroepen, elkaar nooit hebben gezien. Didi merkte meteen dat er geen confectieatelier op het adres zat en fietste door. Katrien constateerde dat ook, maar belde toch langdurig aan. Het bleek om een behangselfabriek te gaan, "N.V. Nederlandsche Behangselpapier Maatschappij" (ook handelend onder de naam "Behangselpapier Bauhaus"). Ze informeerde bij een oude man in zeemanstrui naar het atelier, maar die kon haar niets vertellen. Ten slotte was een circa 30-jarige man met een zwarte overjas, waaronder een trui zichtbaar was, en een alpinopet op, die op haar ook de indruk van een zeeman had gemaakt en in de buurt had gestaan, op haar afgelopen en had gezegd: "Ik zou maar verder gaan – ze zijn zeker niet meer aanwezig." De oude man - een 72-jarige - werd na een oproep in de kranten snel gevonden, maar wist verder niets te vertellen. De jongere man met het uiterlijk van een zeeman en alpinopet op heeft zich ondanks herhaalde oproepen nooit gemeld. 
De eigenaar van de behangselfabriek, een in Aerdenhout woonachtige Duitser, Wilhelm (W.K.E.) Borchers, had die zaterdag met zijn vrouw in Haarlem gewinkeld, iets wat door de politie geverifieerd kon worden. Het bedrijf was zoals elke zaterdag om één uur dichtgegaan. De zaak en enkele aangrenzende panden werden grondig met speurhonden onderzocht en er werden ook geheime ruimtes gevonden, maar de honden sloegen niet aan en er werd niets ter zake doende aangetroffen.
Borchers werd een tijd lang door de politie als verdachte beschouwd. Zijn omgeving vond hem vreemd, onsympathiek of juist te amicaal, met name bij vrouwen. Eén medewerkster had om die reden ontslag genomen. Het in 1932 opgerichte bedrijf had zich in 1937 of 1938 op het bewuste adres gevestigd. In 1941 verdwijnt het van dit adres en ook verder vrijwel geheel uit de geschiedenis.

### De getuigenverklaringen
Een buurman die recht tegenover het pand woonde, zei dat hem om half vijf een auto met glimmende lantaarns was opgevallen. Deze reed tegen de richting in. Hij verwachtte dat de auto zo de brug over zou gaan, maar dat deed hij niet. De getuige vermoedde dat de bestuurder niet bekend met de omgeving was, want hij reed heel onzeker. Het merk en aantal mensen dat erin zat wist hij niet te vertellen.
Een andere getuige had rond tien over half vijf een man en een meisje zien lopen aan de oneven zijde van het Singel, vanuit de kant van het Centraal Station. Het meisje had een blauw gebreid mantelpakje aan, net als Jopie. Dit meisje zou geschreeuwd hebben: "Nee, ik doe het niet! Ik ga niet met je mee!" De getuige herkende Jopie van haar foto. De man omschreef hij als een jaar of dertig, met een donkere jas en een alpinopet. De man en het meisje leken niet bij elkaar te horen.
Nog een andere getuige zag verderop op het Singel, op ongeveer dezelfde tijd, dus tien over half vijf, een meisje van een jaar of twintig, met een handtas en een blauw gebreid mantelpakje aan. Ze leek op zoek naar een adres en liep in de richting van het Centraal Station en het adres van het vermeende confectieatelier. Ze zag tevens een man met een alpinopet en een driekwart lange overjas bij een voordeur staan. Ze had van geen van beiden gezien dat ze ergens naar binnen waren gegaan.
Dan hadden onafhankelijk van elkaar twee mensen een meisje dat aan Jopies signalement voldeed, in het gezelschap van een man zien lopen, de ene bij de Heisteeg, de andere even verderop op het Singel. De man werd in beide gevallen omschreven als 30 à 35 jaar oud, gekleed in een lichte dikke jas van Engelse gevlokte stof. Het tweetal voerde een gesprek en liep tamelijk losjes naast elkaar. Volgens de politie waren deze beide verklaringen zo eenduidig en positief dat van persoonsverwarring geen sprake kon zijn.
Er waren meer getuigen die een meisje hadden gezien dat van een opdringerige man probeerde af te komen, en zelfs een die een meisje in een auto geduwd zag worden, maar deze getuigen kwamen niet allemaal bij de politie terecht of de beschrijvingen waren te vaag.
De politie stond uiteindelijk voor een raadsel. Als enige hypothese bleef over dat Jopie de Nigtere bij het pand moest zijn opgewacht door iemand die haar had gezegd dat de directie verderop zat of een soortgelijk voorwendsel en of ze even wilde meekomen.

### Het telefoontje
Volgens de persoon bij de arbeidsbeurs die het telefoontje had aangenomen, had de stem van de beller vreemd geklonken. Ze had eerst gedacht dat het een vrouw was. Later bleek dat de onbekende, die zich De Vries noemde, dezelfde vrijdagochtend ook de R.K. Arbeidsbeurs voor Vrouwen en Meisjes had gebeld met het verzoek om vrouwelijk kantoorpersoneel. De vrouw die het telefoontje aan had genomen, had echter geconstateerd dat er geen Confectieatelier De Vries op Singel 23 was gevestigd en had in afwachting van een adresonderzoek de vacature niet verspreid.
De beller had een telefoonnummer opgegeven. De meeste krantenberichten uit die tijd deden het af als "vals", maar het was een bestaand telefoonnummer. De aansluiting was van ene ir. Hendrik Carel S. Snethlage, die in België werkte, maar aan de Keizersgracht 89 woonde, niet ver van Singel 23, bij een Belgische pensionhouder. Tevens verbleef in dat pension  nog een gast. Alle drie werden ondervraagd en ze ontkenden ooit van Jopie de Nigtere gehoord te hebben. Snethlage, als eigenaar van het telefoonnummer, verklaarde dat hij overdag nooit thuis was en op de dag van het telefoontje van "De Vries" in het buitenland had gezeten. Ook verklaarde hij dat niemand anders zijn telefoon mocht gebruiken. 
Na lang ontkennen gaf de pensionhouder toe dat er op de vrijdag voor de verdwijning twee onbekende mannen bij hem waren gekomen, die vroegen of ze konden bellen. Hij had ze naar zijn zeggen toen de sleutel van de kamer van Snethlage gegeven, waar ze hadden getelefoneerd.
Een andere variant van dit verhaal is dat de pensionhouder toegaf dat de tweede gast wel degelijk zonder medeweten van Snethlage van diens telefoon gebruikmaakte en er ook anderen mee liet bellen. Deze gast vertoonde tamelijk verdacht gedrag; hij had op meerdere adressen omgang met vrouwen, waar zijn echtgenote niets van mocht weten. Hoewel de Belg daarna geschaduwd werd, is hij toch op een gegeven moment in een gracht verdronken.
Het is begrijpelijk dat de politie het nogal verdacht vond dat de eigenaar van deze telefoonaansluiting overdag nooit aanwezig was, terwijl zijn telefoon wel voor anderen  toegankelijk was. Een controletelefoontje vanuit een van de arbeidsbeurzen zou zo afgevangen kunnen worden.
Al met al kon er ook altijd nog een willekeurig nummer uit het telefoonboek geplukt zijn om een dwaalspoor uit te zetten. De verklaringen die de pensionhouder had afgelegd waren dan misschien bedoeld om onder de verdenking van de politie tijdens langdurig verhoor uit te komen.

### Aanwijzingen en tips

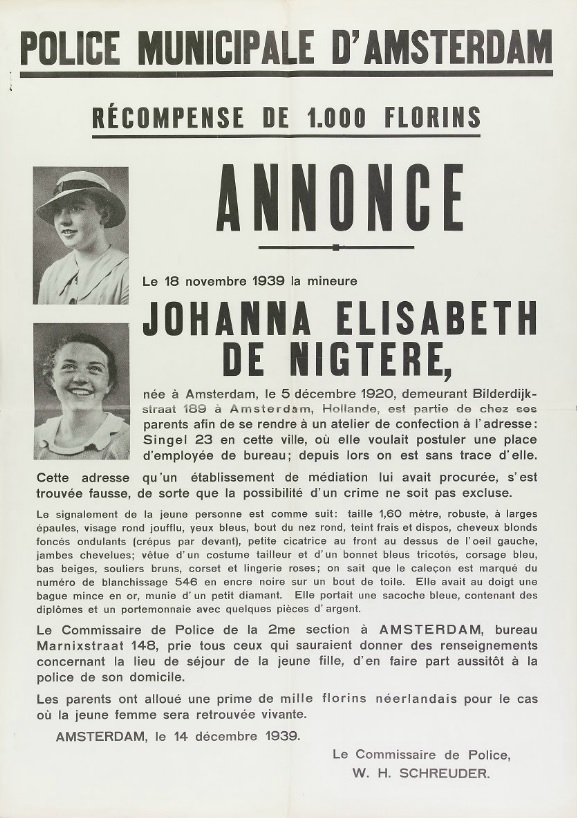
Opsporingsaffiche voor Jopie de Nigtere, verspreid in Frankrijk

Op de dag van de verdwijning, rond half negen ’s avonds, zag een 70-jarige man bij Hoornaar een auto rijden en hij hoorde een meisje gillen. De auto keerde en reed weg. De man sloeg er geen acht op, maar meldde het een paar dagen later, nadat de verdwijning landelijke bekendheid had gekregen. Gezien het tijdstip was het mogelijk dat het Jopie de Nigtere is geweest, Hoornaar ligt op een anderhalf uur rijden van Amsterdam. Maar de getuige had geen kenteken of signalement. 
Zondagavond rond 10 uur zagen meerdere mensen in de Ferdinand Bolstraat een beige auto rijden met drie of vier mannen en een meisje dat haar gezicht bij de ruit had en "Moeder, moeder!" riep. De auto werd echter uit het oog verloren.
Een paar dagen voor Jopies verdwijning werd een 17-jarig meisje aangesproken door twee mannen in een auto. Eén van de mannen noemde zich "filmdirecteur" en gaf haar een adres waar ze zich kon melden voor een opleiding tot actrice. Ze schakelde echter de politie in. Toen het adres nagetrokken werd, bleek het een woonhuis van een 26-jarige vrouw, een verkoopster, te zijn, die niets van een filmdirecteur afwist. 
Een 20-jarig meisje meldde zich bij de politie, omdat ze op straat aangesproken was door een sjofel geklede man. Hij had haar gevraagd of ze werkeloos was, omdat hij hulp kon gebruiken in zijn lampenkappenfabriek. Op het adres dat de man gaf bleek echter een bejaardentehuis te zijn gevestigd. 

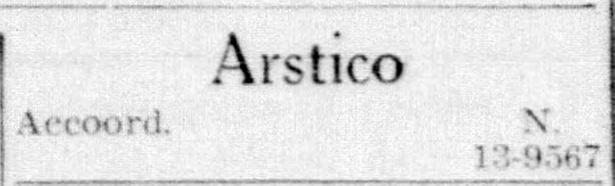
De advertentie die de familie moest plaatsen

De familie loofde een beloning van duizend gulden uit, waarna de vader op 26 november een brief ontving waarin werd medegedeeld dat zijn dochter nog leefde en slechts een arm had gebroken bij een poging tot ontvluchting. Hij moest een advertentie in De Telegraaf plaatsen met de woorden "Arstico, Accoord."  en de volgende ochtend een envelop met 1000 gulden bij een kiosk aan het Leidseplein afgeven. De heer De Nigtere mengde er echter de politie in en deze zette een hinderlaag op. Er werden uiteindelijk twee jongemannen gearresteerd. Het zou slechts een poging tot afpersing blijken te zijn.
Bernhard de Nigtere en Henriëtte Lobbes schakelden na de verdwijning van hun dochter de beroemde telepaat Maloïtz (Meijer Blitz) in, die hen echter niet verder wist te helpen.
Mede omdat de pers er zoveel aandacht aan besteedde, werd de politie overspoeld met tips. Overal in het land meende men het meisje gezien te hebben, in gezelschap van een korporaal op de boot naar Lemmer, in een bus bij Katwijk of als luciferverkoopster in Den Bosch, maar alle natrekkingen zouden vruchteloos blijken. In veel gevallen ging het om alleenreizende meisjes, die bijvoorbeeld een lift probeerden te krijgen. Soms meldde een meisje zich als ze zich in het signalement herkende. 
Op 22 november werd de telefoniste van Loet C. Barnstijn's Filmstad, een filmstudio in Wassenaar gebeld door een meisje vanuit een telefooncel" en zij vroeg of er misschien plaats was "bij de film". Ze had haar naam genoemd, "Anna de Nigte" of iets wat daar op leek, en de telefoniste hoorde dat het noemen van die naam aan de andere kant aanleiding tot discussie gaf, namelijk dat het "stom" zou zijn geweest om die naam te noemen. Oproepen naar aanleiding hiervan leverden echter niets op.
Andere aanwijzingen wezen naar Circus Strassburger, dat ten tijde van de verdwijning voorstellingen bij het RAI-gebouw had gegeven en daarna naar België vertrokken was, alwaar de wagens zonder resultaat werden doorzocht, en een bordeel "La Rouge" in de Antwerpse haven, dat echter nergens gelokaliseerd kon worden. Vaak vonden dit soort aanwijzingen hun weg via briefjes of mensen die zich op een politiebureau meldden, in de vaste overtuiging dat ze nuttige informatie hadden. De zaak was echter een magneet voor helderzienden en verwarde personen geworden. De politie ging hier desondanks vaker wel dan niet op in, enerzijds om de ouders gemoedsrust te verschaffen en anderzijds omdat er nauwelijks concrete aanwijzingen waren waarop men kon rechercheren.
De politie liet duizenden opsporingsaffiches drukken, ook in het Frans en Duits; die laatste waren bestemd voor België, Frankrijk en Duitsland. De buitenlandse onderzoeken moest De Nigtere zelf betalen, en dat kostte hem zo'n 100 gulden.
De redacteur van een bekend Amsterdams persbureau opperde bij de politie het plan om een aantal advertenties te plaatsen waarin een "jong, aantrekkelijk meisje, goed figuur enz." zich als model of iets dergelijks zou aanbieden. Een medewerkster van het persbureau verklaarde zich bereid als lokaas te fungeren. De commissaris van politie zag hier wel wat in en het plan werd uitgevoerd. "Mejuffrouw W.A." ging inderdaad, geschaduwd door enkele rechercheurs, op pad om enkele van de meest dubieus geachte respondenten te ontmoeten. Helaas raakte juffrouw A. niet in moeilijkheden, zodat er voor de politie geen aanleiding was om in te grijpen.

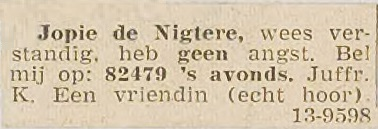
Advertentie van de vriendin (28 december 1939)

Op 28 december 1939 plaatste een "goede vriendin" van Jopie in overleg met de politie een advertentie: "Jopie de Nigtere, wees verstandig, heb geen angst. Bel mij op: 82479, 's avonds. Juffr. K. Een vriendin (echt hoor)." Hieruit bleek wel dat de politie nog steeds de mogelijkheid van een vrijwillige verdwijning open liet.
Vader De Nigtere huurde een privédetective in, maar die had ook geen succes. Het bracht de De Nigteres wel aan de bedelstaf. De moeder van Jopie de Nigtere kwijnde weg van verdriet.

## De persoon Jopie de Nigtere

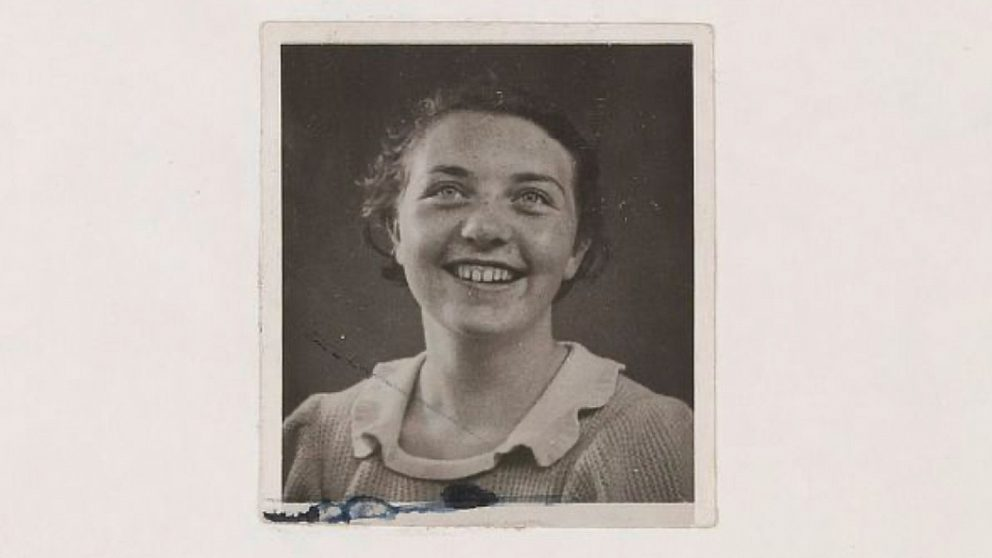
Foto van Jopie de Nigtere uit het politiedossier

Het signalement van Jopie de Nigtere, zoals dat na haar vermissing in de kranten verscheen, luidde als volgt: "LANG 1.60 M., breed gebouwd, bol gezicht, blauwe oogen, ronde neustop, donkerblond golvend haar (van voren springend), boven linkeroog klein litteeken, behaard op beenen, gezonde gelaatskleur, gekleed in blauw gebreid mantelpak met dito muts, blauwe blouse, beige kousen, lage bruine schoenen, onderkleeding bestaande uit rose pantalon en rose corset gemerkt met waschnummer 546. Zij draagt een gouden armbandhorloge met gevlochten grijsleeren riempje en een dun gouden ringetje met diamantje. Zij had bij zich een klein blauw damestaschje inhoudende enkele onderwijsdiploma's, en een portemonnaie met ongeveer ƒ 2,50."
Ze was als enig kind van Bernard (Ben) de Nigtere (1890-1985) en diens vrouw Henriëtte Wilhelmina (Jet) Lobbes (1891-1986) opgegroeid in een christelijk gezin en ging ten tijde van haar verdwijning naar catechisatie en was lid van een zwemclub. Ben de Nigtere was loodgieter. Zij waren gedrieën woonachtig op de Bilderdijkstraat 189-hs.
Over de persoon Jopie de Nigtere werden uiteenlopende verklaringen afgelegd. Volgens haar ouders was zij een oplettend, punctueel en opgeruimd meisje. Volgens sommige anderen leefde ze een beetje in een fantasiewereld. 
Ex-collega's van De Bijenkorf noemden haar daarentegen getroebleerd en licht ontvlambaar. Ze zou vruchteloze avances naar vrouwelijke collega's gemaakt hebben, met name naar haar vriendin Regina (Gina) Roodveldt (die als Joodse in 1943 in Sobibor werd vermoord). Hoe dan ook, begin 1939 ontstond een conflict met haar leidinggevende, die vond dat ze zich wel erg amicaal opstelde ten opzichte van Regina en andere meisjes, en er werd een onderzoek aangekondigd. Nog voordat dit onderzoek begon, meldde Jopie zich ziek wegens roodvonk. Op 11 mei bleek ze weer aan het werk te zijn; ze nam die dag namelijk ontslag na weer een standje van haar leidinggevende. Ze had toen ongeveer anderhalf jaar bij De Bijenkorf gewerkt. 
Volgens vader De Nigtere lag het heel anders, zo vertelde hij de politie: "Haar karaktereigenschappen strookten blijkbaar niet met de opvattingen die de meisjes aldaar in het algemeen vooral op zedelijk gebied erop nahielden". En: het 'uitbuitingssysteem' van het magazijn had een slechte uitwerking op zijn dochter gehad, zeker nadat ze roodvonk had gekregen. Ze zou nog enige maanden nodig hebben om op te knappen en ging in november weer werk zoeken.

### Het onderzoek van Reckman
Maurits Reckman, journalist van De Telegraaf, onderzocht – met toestemming van de ouders en in aanwezigheid van de bekende advocaat Mr. Benno Stokvis – de kamer van het meisje. (Het is niet duidelijk of de politie dit had verzuimd of niet grondig genoeg had gedaan). Hij vond daar een dagboek van Jopie de Nigtere en brieven afkomstig van een korporaal uit Arnhem. Jopie bleek die zaterdagavond oorspronkelijk een afspraak met die korporaal gehad te hebben, maar volgens haar dagboek was die afspraak een week verschoven. Reckman verklaarde in een interview uit 1969 dat de politie destijds wel gebruik gemaakt had van zijn ontdekking van het dagboek en de militair ook had gesproken, maar was daar verder niets uitgekomen. In een van de signaleringen werd overigens een korporaal genoemd (op de boot naar Lemmer).

### Psychologisch rapport
Justitie liet zelfs een psychologisch verslag opmaken door de bekende professor in de pedagogiek Jan Waterink. Hij kwam tot opvallend stellige conclusies. Volgens hem was Jopie "niet echt open, naïef, impulsief, opdringerig en weinig invoelend". "In werkelijkheid is zij een innerlijk zeer verdeeld en niet echt open mensch" met een arm gevoelsleven. Ook schreef hij: "Meisjes als dezen zijn zeer geschikte typen om in een avontuur betrokken te worden. De ouders van dit meisje moeten wel blind zijn geweest als zij van dit alles niets hebben gezien.".

### Vrijwillige verdwijning?
De mogelijkheid is geopperd dat Jopie – gezien wat leek op een dubbelleven en haar worsteling met haar seksualiteit – vrijwillig was verdwenen door middel van een geraffineerd plan. Het zich voor de vacature laten uitnodigen één dag na aanmelding lijkt echter een onoverkomelijk obstakel. Ook werd een arbeidsbeurs benaderd waar ze niet was ingeschreven. Het achterlaten van het dagboek past er ook niet in. Daarnaast zou alle aandacht van de politie en pers alleen maar contraproductief geweest zijn. 
Een plotselinge ingeving van Jopie om weg te lopen en een nieuw leven te beginnen lijkt nauwelijks waarschijnlijker; hoe zij zich onvoorbereid schuil had kunnen houden, terwijl er op zo'n grote schaal naar haar werd gezocht, blijft dan moeilijk te verklaren. 
Volgens de ouders van Jopie was de verdwijning beslist niet vrijwillig; ze had slechts ƒ 2,50 bij zich. Ook was ze volgens haar moeder ongesteld en had geen verschoning bij zich.

## Latere ontwikkelingen
De praktijken van de Gemeente-Arbeidsbeurs, die wel de personalia van de werkzoekenden natrok, maar dit naliet bij werkaanbieders, kwamen sterk onder vuur te liggen, tot in de Tweede Kamer aan toe. Te meer omdat de R.K. Arbeidsbeurs voor Vrouwen en Meisjes deze vacature wel in onderzoek had genomen en niet had verspreid.
Nog maanden later werden alle leegstaande percelen in een wijde omtrek doorzocht. Vele, vaak anonieme aanwijzingen van publiek en paragnosten werden gevolgd, tot in België, Duitsland, Frankrijk en Zuid-Amerika toe.
In augustus 1940 werd in het Hollandsch Diep gedregd, bij een bepaalde pijler van de Moerdijkbrug, naar aanleiding van de "mededeeling (...), dat het meisje zou zijn vermoord en in het Hollandsch Diep onder de Moerdijkbrug geworpen". Het enige wat de duiker omhoog bracht was een katoenen of wollen draad, wellicht van een kledingstuk afkomstig. Typerend was dat dit onderzoek plaats had gevonden naar aanleiding van een briefje van een 'spiritiste', al op 4 mei 1940 ontvangen; de vertraging was ontstaan omdat de Duitse bezetter toestemming had moeten geven. 
Er kwam op een gegeven moment een brief binnen die vader Bernard de Nigtere verdacht maakte: Jopie zou niet verdwenen zijn, maar bij een oom verblijven. Het motief zou de schulden van Jopie betreffen en de opzet het innen van een levensverzekering. Deze brief bleek geschreven zijn door de broer van de moeder van Jopie de Nigtere. Enig bewijs voor deze beschuldiging heeft hij nooit geleverd. Welk motief deze oom gehad zou kunnen hebben om deze beschuldiging te uiten is niet bekend.
Nog in 1952, dertien jaar later, stelde de politie een onderzoek in naar het gerucht dat het meisje zou zijn ingemetseld in een kelder in een huis aan de Herengracht.

### Henk S.
In november 1940 werd Henk S., een 40-jarige smokkelaar en ex-portier van de Amsterdamse bioscoop Astoria, aangehouden. Hij zat inmiddels in Den Haag en onderhield daar twee prostituees. Al eerder was hij in een anonieme brief aangewezen, omdat men hem met De Nigtere meende te hebben gezien op de boulevard van Scheveningen. De man placht een alpinopet te dragen en was in bezit van een auto. Ook had hij een zedenverleden, hij had al eens een maand een meisje vastgehouden. Het "berucht heerschap" had nu geprobeerd een meisje in zijn auto naar Parijs mee te lokken, waarop zij zei: "Je wil mij meelokken, net als Johanna de Nigtere". De man zou geantwoord hebben: "Johanna de Nigtere is al lang dood, die wou niet." Huiszoekingen in zijn woning en in die van de prostituees leverden niets op. De anonieme brief bleek uiteindelijk afkomstig van een vrouw die wrok koesterde tegen de Haagse kamerverhuurster.

### 'Blanke slavin'
Binnen de familie zelf werd een ontvoering als 'blanke slavin' het meest besproken. Dit was ook een van de scenario's waar de politie mee werkte. Berichten over signaleringen in bordelen in Antwerpen en Parijs werden trouw nagetrokken en onderzoeksvragen naar Brazilië en Argentinië konden in dat licht gezien worden. Ook de verdenking van Henk S. eind 1940 was duidelijk hierop geïnspireerd. Sommige aanwijzingen duidden op meerdere daders, iets wat bij lustmisdrijven zeer ongebruikelijk is. 

### Mogelijk verband met de Gooise kindermoorden
Op 28 maart 1943 werden in een sloot in Naarden twee in verregaande staat van ontbinding verkerende lijken gevonden, in met stenen verzwaarde juten zakken. Het ging om een meisje van ca. 11 jaar en een jonge vrouw van wie de leeftijd werd geschat op 18 à 19 jaar. Er was in die periode vermoedelijk een seriemoordenaar in 't Gooi actief, die het op kinderen had gemunt. Vier vermissingen en deze lijkvondsten werden hiermee in verband gebracht. Het meisje van 11 leek een van de vermisten, Antje Busch uit Bussum, al werd hierover geen zekerheid verkregen. Het andere lichaam bleef ongeïdentificeerd. Gezien leeftijd en geslacht kon ze niet een van de andere vermisten uit 't Gooi zijn, namelijk een 14-jarig meisje dat al eerder vermoord was aangetroffen en twee jongens van 11 en 12 jaar, die beiden nooit meer gevonden zijn. De lokale politie deed uitgebreid navraag in omliggende gemeenten of er vergelijkbare vermissingsgevallen waren, maar dat leverde niets op. Zo kwam men toch uit bij de vermissing van Jopie de Nigtere. Er werd aan een vinger een ringetje met diamant (dat gerepareerd of verkleind was geweest) gevonden dat sterk leek op dat van Jopie de Nigtere. Uit de gebitsgegevens zou echter blijken dat zij het niet was.
Ook naar de Gooise kindermoorden werd in de 21e eeuw weer onderzoek gedaan, namelijk door de Werkgroep Vermisten Tweede Wereldoorlog, waarin politie samenwerkt met het Rode Kruis en de Landmacht. Daarin werd ook Jopie de Nigtere betrokken in verband met de lijkvondst van het 18-jarig meisje. "Johanna is niet herkend, omdat ze een ring droeg die niet van haar zou zijn. Maar uit stukken blijkt dat ze juist wel zo'n ringetje had. Er is dus ergens een fout gemaakt.", aldus een rechercheur. De ring zou nooit getoond zijn aan de familie.
Volgens journalist Robert Vreugdenhil, die in 2017 onderzoek deed naar de Gooise kindermoorden, kon het lijk niet geïdentificeerd worden vanwege het ontbreken van gebitsgegevens, en dus niet omdat de gebitsgegevens Jopie uitsloten.

## Cold case
Johanna de Nigtere werd in 1953 officieel doodverklaard. Tot begin jaren zestig werd de familie De Nigtere nog af en toe bezocht door de recherche om aanwijzingen te verifiëren, aldus achterneef Hans Helmerhorst.
De zaak stond in de 21e eeuw als cold case nog steeds in de belangstelling van de politie.